# Ribariće
Ribariće (Servisch cyrillisch Рибариће) is een plaats in de Servische gemeente Tutin. De plaats telt 885 inwoners (2002).